# Grażdanskaja Oborona
Grażdanskaja Oborona (ros. Гражданская оборона) – jeden z pierwszych i najbardziej znanych radzieckich oraz rosyjskich zespołów punkowych. Największe przeboje Grażdanskiej Oborony to: „Wsio idiot po płanu” (Все идет по плану), „Zoopark” (Зоопарк).
Nazwa Grażdanskaja Oborona oznacza „Obrona Cywilna”. Zespół znany jest również pod skrótem „GrOb” (pol. trumna).
Zespół działał w latach 1984–2008. Ostatni skład zespołu tworzyli:
- Jegor Letow (Егор Летов) – śpiew;
- Natalia Czumakowa (Наталья Чумакова) – gitara basowa, instrumenty klawiszowe;
- Aleksander Czesnakow (Александр Чеснаков) – gitara;
- Paweł Pieretolczin (Павел Перетолчин) – perkusja.

## Historia
Zespół został założony w Omsku 8 listopada 1984 roku przez Jegora Letowa (śpiew, gitara, perkusja) i Konstantina Riabinowa (gitara basowa). Tuż po założeniu do zespołu dołączył gitarzysta Andrej Babenko. Był to pierwszy zespół punk-rockowy działający w ZSRR. W pierwszych latach działalności teksty piosenek nawoływany do zbuntowania się przeciwko obowiązującemu ustrojowi, a sam Letow był inwigilowany przez służby bezpieczeństwa. Po wydaniu w 1985 roku albumu Optimizm (Оптимизм) Letow został umieszczony w szpitalu psychiatrycznym, a Riabinowa (mającego problemy z sercem) skierowano do odbycia służby wojskowej. W 1987 roku zespół wystąpił na jednym z festiwalu w Nowosybirsku, dzięki któremu stał się szerzej rozpoznawany w ZSRR.
Obok działalności w Grażdanskiej Oboronie Letow grał jednocześnie w kilku innych zespołach (Zapad, Posiew, Kommunizm, Jegor i Opizdieniewszyje, Wrag Naroda, P.O.G.O., Wielkije Oktiabri) oraz koncertował solo. W 1988 roku zespół wystąpił na Tiumeńskim Festiwalu Alternatywnej i Lewico-radykalnej Muzyki. Pod koniec lat 80. w zespole dochodziło do częstych zmian w składzie.
W 1993 roku Letow został członkiem Partii Narodowo-Bolszewickiej. Nowe poglądy polityczne wyrażał na kolejnych albumach muzycznych, co spotkało się z krytyką ze strony dawnych sympatyków zespołu. Na przestrzeni lat poglądy Letowa ewoluowały. Lider zespołu stopniowo wycofywał się z działalności politycznej, kierując się w stronę chrześcijaństwa.
W ciągu ponad dwudziestu lat zespół nagrał kilkadziesiąt albumów muzycznych. Niejednokrotnie wydanie nowej płyty wzbudzało kontrowersje w związku z częstymi zmianami stylu muzycznego oraz kontrowersyjnymi poglądami Letowa.
Pod koniec swojej działalności Grażdanska Oborona grała łagodną odmianę rocka oraz korzystała z motywów z muzyki ludowej. Zespół rozpadł się po śmierci Letowa dnia 19 lutego 2008 roku.

## Dyskografia
Lista opracowana na podstawie oficjalnej strony zespołu, uwzględnia również płyty wydane w ramach innych projektów Jegora Letowa:

- Poganaja mołodioż (Поганая молодежь; 1985)
- Optimizm (Оптимизм; 1985)
- Psychedelia Today (1985)
- Irga w biser pered swinjami (Игра в бисер перед свиньями; 1986)
- Krasnyj albom (Красный альбом; 1987)
- Mysziełowka (Мышеловка; 1987)
- Choroszo! (Хорошо!; 1987)
- Totalitarizm (Тоталитаризм; 1987)
- Niekrofilija (Некрофилия; 1987)
- Tak zakalałas’ stal (Так закалялась сталь; 1988)
- Bojewoj Stimuł (Боевой Стимул; 1988)
- Wsie idiet po płanu (Все идет по плану; 1988)
- Tosznota (Тошнота; 1989)
- Russkoje pole ekspierimienta (akustika, Jegor Letow) (Русское поле эксперимента (акустика, Егор Летов); 1988)
- Wierszki i korieszki (akustika, Jegor Letow), czastʹ I (Вершки и корешки (акустика, Егор Летов), часть I; 1989)
- Wierszki i korieszki (akustika, Jegor Letow), czastʹ II (Вершки и корешки (акустика, Егор Летов), часть II; 1989)
- Zdorowo i wieczno (Здорово и Вечно; 1989)
- Armagieddon-Pops (Армагеддон-Попс; 1989)
- Wojna (Война; 1989)
- Russkoje pole ekspierimienta (Русское поле эксперимента; 1989)
- Pojezd uszoł (Поезд ушёл; nagrany w 1989, wydany w 2002)
- Swiet i stulja (Свет и стулья; 1988–1989, wydany ponownie w limitowanej edycji w 2001 roku)
- Pesni radosti i sczastia (Песни радости и счастья; 1989)
- Istorija: Posiew 1982-89 (История: Посев 1982–89; 1989)
- Instrukcija po wyżiwaniju (Инструкция по выживанию; 1990)
- Poslednij koncert w Tałlinie (Последний концерт в Таллине; 1990)
- Koncert w MEI. 17.02.90 (GO i Janka) (Концерт в МЭИ. 17.02.90 (ГО и Янка); 1990)
- Pops: 1984–90 (Попс: 1984–90, 1990)
- JEGOR i OPIZDIENIEWSZYJE
  - Pryg-Skok (dietskije piesienki) (Прыг-Скок (детские песенки); 1990)
  - Sto let odinoczestwa (Сто лет одиночества, 1993)
  - Psichodielija Tomorrow (Психоделия Tomorrow, wydanie w wersji limitowanej w 2002)
  - Koncert w Gorodie-Gieroje Leningradie (akustika, Jegor Letow) (Концерт в Городе-Герое Ленинграде (акустика, Егор Летов); — 1994)
- Russkij proryw w Lieningradie (Русский прорыв в Ленинграде; 1994)
- Sołnceworot (Солнцеворот; 1997)
- Niewynosimaja legkost bytija (Невыносимая легкость бытия; 1997)
- Koncert w Moskwie (krylja Sowietow) (Концерт в Москве (крылья Советов); 1997)
- Jegor Letow, koncert w rok-kłubie „Poligon” (Spb) (Егор Летов, концерт в рок-клубе "Полигон" (Спб); 1997)
- Zwiezdopad (Звездопад; 2002, reedycja 2010)
- Swoboda (Koncert w k/t „Ułan-Bator”, apriel 2002 g + bonus 3 piesni koncert w k/t „Woschod” 2001, wsie (Свобода (Концерт в к/т "Улан-Батор", апрель 2002 г + бонус 3 песни концерт в к/т "Восход" 2001, все Москва); 2002)
- Bratja Letowy, Zapis’ s koncerta w „Projektie O.G.I.”. Piesni Je. Letowa, Kommunizm, DK. (Братья Летовы, Запись с концерта в "Проекте О.Г.И.". Песни Е. Летова, Коммунизм, ДК.; 2002)
- Jegor Letow, GO, Łuczszeje (sbornik koncertnych triekow s Pitierskich koncertow w Poligonie) (Егор Летов, ГО, Лучшее (сборник концертных треков с Питерских концертов в Полигоне); 2003)
- Dołgaja sczastliwaja żizń (Долгая счастливая жизнь; 2004)
- Reanimacija (Реанимация; 2005)
- Posiew (Посев; 2005)
- Łunnyj pierieworot (Лунный переворот, 2005)
- Snosnaja tiażestʹ niebytija (Сносная тяжесть небытия' 2005)
- XX let. DK Gorbunowa 13.11.2004 (ХХ лет. ДК Горбунова 13.11.2004; 2006)
- Zacziem sniatsja sny (Зачем снятся сны; 2007)
- „Grażdanskaja Oborona” ispołniajet piesni gruppy „Instrukcyja Po Wyżywaniju” («Гражданская Оборона» исполняет песни группы «Инструкция По Выживанию» — 2013)